# G. Love

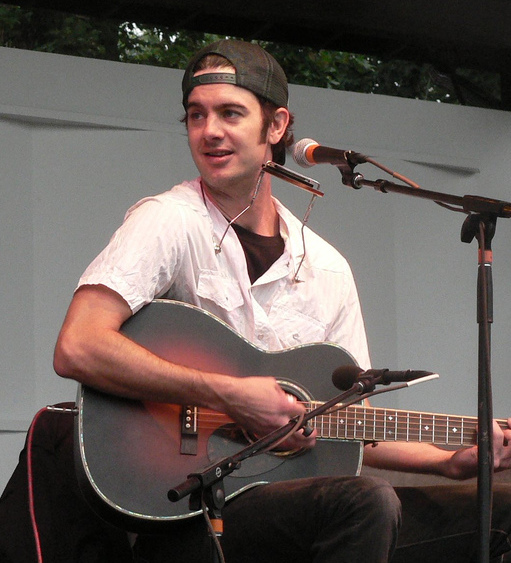
G. Love i Pittsburgh 2007.

Garrett Dutton, mer känd som G. Love, född 3 oktober 1972 i Society Hill i Philadelphia, är en amerikansk musiker och frontfigur till gruppen G. Love & Special Sauce.

## Biografi
Dutton lärde sig spela gitarr när han var åtta år. Han skrev sin första låt när han var nio och lärde sig då även att spela munspel. Han hade Bob Dylan och John Hammond jr. som förebilder.
Dutton gick under sin ungdom i en privatskola, och spelade på sin fritid som gatuartist på Philadelphias gator. Efter college flyttade Garrett till Boston. 
G. Love bildade tillsammans med trummisen Jaffrey Clemens en duo i en bar i Boston. De började spela aktivt på barer och fick efter några månader förstärkning av basisten Jim Prescott, tillsammans blev de G. Love & Special Sauce.
Namnet G. Love har ingen speciell historia. Dutton sade i en radiointervju att G står för Garrett, och att han använt Love för att det passade in. 
Dutton har samarbetat mycket med Jack Johnson och Donavon Frankenreiter.

## Diskografi

### Med Special Sauce
- 1994 - G. Love & Special Sauce
- 1995 - Coast To Coast Motel
- 1997 - Yeah, It's That Easy
- 1999 - Philadelphonic
- 2001 - Electric Mile
- 2006 - Lemonade
- 2008 - Superhero Brother

### Soloalbum
- 2004 - The Hustle
- 2006 - Lemonade
- 2007 - Oh Yeah